# 台湾特别行政区

臺灣地區地图（不含釣魚臺）。左侧方框依次是连江县、金門縣、烏坵鄉、東沙群島、太平島。在中华人民共和国法定行政区中，分属四省。前中华人民共和国最高领导人毛泽东曾将台澎金马视同一体处理

臺灣特別行政區是中國共產黨和中華人民共和國政府应因臺灣問題，提出在統一台灣后，在臺灣地區设立特别行政区的政治构想；该构想亦是目前一国两制台湾方案的可选方案之一。1981年9月，由全国人民代表大会常务委员会委员长叶剑英首次提出:61。台湾特别行政区的行政地位、自治程度设定可追溯到中华人民共和国国务院总理周恩来在1963年归纳的中华人民共和国对台政策的一纲四目:121，更早可追溯到1956年章士釗传递的中共中央“密信”:37、1957年李维汉与宋宜山谈话:40、1958年毛泽东与曹聚仁谈话:374，中国共产党对时任中華民國總統蔣中正提出的统一条件。
1982年通过的《中华人民共和国宪法》第三十一条成为中华人民共和国政府建构特别行政区的法源。台湾特别行政区构想亦成为中共中央总书记江泽民主政以来、历届政府提出的一國兩制臺灣方案的一部分。但此后，中华人民共和国政府未将台湾特别行政区构想进一步法制化，亦未取代法定行政区——台湾省。目前，中华人民共和国政府对统一后台湾地区的政治处理尚无法律规范。包括设立台湾特别行政区在内的“一国两制”台湾模式仅在领导人谈话和官方文件中存在:1。
叶剑英、邓小平等中共中央领导人构想的台湾特别行政区拥有独立的党、政、军系统，行政、司法、军事独立。中央政府不派军队和人员进驻台湾。在全国性政治机构内，为台湾特别行政区的官员和人士保留一定的领导职位，参与国家管理。1993年，中华人民共和国政府在第一份台湾问题白皮书中有过类似阐述。2000年，第二份台湾问题白皮书重申“中央政府不派军队和行政人员驻台”。2022年，第三份台湾问题白皮书虽有“台湾可以作为特别行政区实行高度自治”的说法，但未有不派军队和人员驻台的承诺。
2022年10月8日，中華民國大陸委員會回应世界首富伊隆·马斯克的设立台湾特别行政区建议，透过媒体书面向外表示中華民國政府“早已拒绝中共的任何制度性安排”。

## 对台政策、法定设置
中共认为自1949年10月中华人民共和国成立、两岸分治起，中国共产党和的中华人民共和国政府即宣称己方拥有中国代表权，不承认1949年10月1日之后的中華民國是主权独立的国家、退守台湾的中華民國政府是独立政府，从未放弃对中华民国实控地区——台澎金馬的主权主张。除了以非官方名义的两岸两会会谈外，两岸政府间亦从未开展过正式官方谈判。故有作者认为，中国共产党实际上将两岸关系定位于所谓中央与地方的关系:61。
1955年大陳島撤退后，双方实控地区未有变化，维持至今。中華民國政府统治下的台澎金馬地区以台湾岛、澎湖群島为主体。金馬地區、東沙群島（東沙島）、太平島（中洲礁），与存在主权的争议釣魚臺被认为是传统上不属于台湾的“海外島嶼”。中华人民共和国政府在行政区划体系中，大体沿用中華民國行政區劃的划分。法理上设定台湾省，台湾岛、澎湖群岛、釣魚臺属台湾省。金馬地區等分属福建省、广东省、海南省。

## 命名相关
1983年，邓小平（邓六条）明确使用“台湾特别行政区”一名。与港澳特区类似，简称为台湾特区。中国人民大学国际关系学院学者王英津、2009年相关文章使用“台湾特别行政区”时指出，是否使用这一称谓或“其它称谓（如“臺灣省”、“台湾自治区”、“台湾特别政治区”等，甚至其他更敏感的政治名称，等等）”，中华人民共和国政府需要与中華民國政府协商谈判来解决:6。中华人民共和国法学家王振民在2002年的著作中认同，未来使用“台湾特别行政区”一名，但他表示，“为了突出台湾和港澳的不同，台湾也可以不叫做‘特别行政区’，而叫做‘台湾区’或者其他合适的名称。”:223
中华人民共和国政府对设立台湾特别行政区的构想，称为设置台湾特别行政区问题。2022年10月，美国富商伊隆·馬斯克提出设立台湾特别行政区的建议后。相关报道中，中央通訊社称为台湾特别行政区构想。其他媒体称为台湾特区论。

## 台湾特别行政区构想演变

### 毛泽东时代的前奏
1950年6月，朝鲜战争爆发后，中华人民共和国军事重点从解放台湾、统一中国转向朝鲜战场。1954年，美国和中華民國签订《中美共同防禦條約》，构建军事同盟，美国在台湾驻军。在中华民国和美国的军事力量胜于中华人民共和国的背景下，中华民国政府对台灣海峽实行军事封锁，执行关闭政策。在此背景下，中華人民共和國政府对台政策从武力统一台湾（解放台湾）转为和平統一臺灣。
1955年，中华人民共和国国务院总理周恩来正式提出“和平统一”方针。1956年3月16日，周恩来与李濟深前卫士长、英国人马坤（Morris Cohen）见面时，表示愿与蔣中正和谈。周恩来说「首先，你可以向他們說，蔣介石是我們的老朋友，他認識毛主席，也認識我。我們同他合作過兩次。最後一次談判是在南京[……]既然我們主張和談，我們就不排除任何一個人，只要他贊成和談。蔣介石還在台灣，槍也在他手裡，他可以保住。主要的是使台灣歸還祖國[……]中國共產黨講話是算數的，我們說的話是兌現的，我們從不欺騙人。」同年春，章士釗在周恩来安排下抵达香港，与在香港负责中國國民黨文宣工作的許孝炎会面。他带去中共中央給蔣中正的信件，信中提出：除了外交統一由中央處理外，其他台灣人事安排、軍政大權由蔣介石管理，如台灣經濟建設資金不足，中央政府可以撥款予以補助；台灣社會改革從緩，待條件成熟，亦尊重蔣介石意見和台灣各界人民代表進行協商；國共雙方要保證不做破壞對方之事，以利兩黨重新合作。許孝炎飞回台北，向蒋中正汇报与章士釗会谈情况、递交信件。蒋中正看完信件后，当面没有指示:37—38。
1957年4月，中国国民党候补中央委员、第一屆立法委員宋宜山从香港经广州乘火车秘密抵达北京。抵京后，总理周恩来在东兴楼宴请宋宜山。随后，中共中央统战部部长李维汉作为中共代表，与宋宜山就第三次国共合作、祖国统一问题进行协商。李维汉提出：两党可以通过对等谈判，实现和平统一，台湾可以作为中央政府统辖下的自治区，享有高度自治权；台湾地区的政务仍归蔣中正领导，中共不派人干预，而中國國民黨可派人到北京参加中央政权的领导；美国军事力量撤离台灣海峽。李维汉同时表示，国共两党可先在香港进行谈判，如能实现，他将率团前往。宋宜山表示，回台湾后，他要为促成两党谈判而努力。在大陆参观、探访两个星期后，宋宜山返回香港。宋宜山撰写一份1.5万余字的书面报告，由許孝炎转呈蔣中正。宋宜山在报告中，提及与周恩来、李维汉见面商谈的情况、中共提议，以及个人见闻。最后，宋宜山认为中共意图尚属诚恳，应当响应。据宋宜山对程思远所说，报告中对中国大陆现况的颂扬引起蔣中正反感:38—40。蒋认为宋宜山已被赤化，不必返回台湾，留居香港。
1958年8月，金门炮战爆发。10月6日，中国共产党中央委员会主席毛泽东宣布“从10月6日起，暂以七天为期，停止炮击……但以没有美国人护航为条件。”10月13日，毛泽东同香港媒体人曹聚仁进行談話。周恩来、章士釗等人陪同。毛泽东说：“只要蒋氏父子蒋介石、蔣經國能抵制美国，我们可以和他合作。我们赞成蒋介石保住金、马的方针，如蒋撤退金、马，大势已去，人心动摇，很可能垮。只要不同美国搞在一起，台、澎、金、马都可由蒋管，可管多少年，但要让通航，不要来大陆搞特务活动。台、澎、金、马要整个回来。”“我们的方针是孤立美国。他只有走这一条路，不走只有被动。要告诉台湾，我们在华沙中美大使级会谈不谈台湾问题，只谈要美国人走路。蒋不要怕我们同美国人一起整他。”“他们同美国的连理枝解散，同大陆连起来，枝连起来，根还是你的，可以活下去，可以搞你的一套。”章士釗说：“这样，美援会断绝”。毛泽东说：“我们全部供应。他的军队可以保存，我不压迫他裁兵，不要他简政，让他搞三民主義，反共在他那里反，但不要派飞机、派特务来捣乱。他不来白色特务，我也不去红色特务。”曹聚仁问：“台湾有人问生活方式怎样？”毛泽东说：“照他们自己的生活方式。”:373—374周恩来说：“美国企图以金门、马祖换台湾、澎湖，我们根本不同他谈。台湾抗美就是立功。希望台湾的小三角蔣中正、陳誠、蔣經國团结起来，最好是一个当总统，一个当行政院院長，一个将来当副院长。”毛泽东与曹聚仁的谈话被认为是和平解决台湾问题基本方针的重要补充:374，明确台湾“高度自治”的权限，即允许保留军队，原有的政治、经济体制和权力架构。
1963年，国务院总理周恩来将对台政策归纳为一纲四目。除外交外，军政、人事委任于蔣中正政府。中央政府财政补足台湾财政、经济建设的不足:121。

### 叶剑英和邓小平的构想
1979年1月1日，中华人民共和国与美国建交，中华民国与美国断交。同一日，全国人大常委会发表《告台湾同胞书》。10月20日，香港《文汇报》报道，国务院副总理邓小平表示，统一后的台湾可以继续保持资本主义的生活方式，保有军队和实行自治，只要变更中華民國的名称，比照國民政府允许中共在陕北设立特区的方式在台设立特区:127，129。
1981年9月30日，中共中央副主席、全国人大常委会委员长叶剑英向新华社记者发表谈话，全面阐述“台湾回归祖国、实现和平统一”的方针政策，提出九条对台方针。通称葉九條。
葉九條首次宣示，统一后的台湾作为特别行政区有高度自治权，保有军队，生活方式和社会、经济制度不变:60。其中，第三、五、六条与台湾特别行政区直接相关，第四提及台湾特别行政区“同外国的经济、文化关系不变”。第三、五、六条内容如下：
| 三、国家实现统一后，台湾可作为特别行政区，享有高度的自治权，并可保留军队。中央政府不干预台湾地方事务； 五、台湾当局和各界代表人士，可担任全国性政治机构的领导职务，参与国家管理； 六、台湾地方财政遇有困难时，可由中央政府酌情补助； |

1982年制定的《中华人民共和国宪法》，第三十一条“国家在必要时得设立特别行政区。在特别行政区内实行的制度按照具体情况由全国人民代表大会以法律规定。”从宪法层面对特别行政区的法律地位予以确认。
1983年6月25日，中国共产党中央顾问委员会主任邓小平会见美国西東大學教授杨力宇，进一步阐述以“一国两制”解决台湾问题、实现国家统一的构想，即邓六条。
6月26日《人民日报》刊登，与台湾特别行政区相关内容如下：
| 我们不赞成台湾“完全自治”的提法。自治不能没有限度，既有限度就不能“完全”。“完全自治”就是“两个中国”，而不是一个中国。制度可以不同，但在国际上代表中国的，只能是中华人民共和国。我们承认台湾地方政府在对内政策上可以搞自己的一套。台湾作为特别行政区，虽是地区政府，但同其他省、市以至自治区的地方政府不同，可以有其他省、市、自治区所没有而为自己所独有的某些权力，条件是不能损害统一的国家的利益。 祖国统一后，台湾特别行政区可以有自己的独立性，可以实行同大陆不同的制度。司法独立，终审权不须到北京。台湾还可以有自己的军队，只是不能构成对大陆的威胁。大陆不派人驻台，不仅军队不去，行政人员也不去。台湾的党、政、军等系统，都由台湾自己来管。中央政府还要给台湾留出名额。 |

### 三份台湾问题白皮书相关
中共中央台湾工作办公室（国务院台湾事务办公室）国务院新闻办公室分别在1993年9月、2000年2月、2022年8月发表三份《台湾问题白皮书》。
1993年9月1日，发表的第一份台湾问题白皮书全名《台湾问题与中国的统一》，其中“和平统一、一国两制”方针第三个基本点与台湾特别行政区相关，内容如下：
| （三）高度自治。统一后，台湾将成为特别行政区。它不同于中国其他一般省区，享有高度的自治权。它拥有在台湾的行政管理权、立法权、独立的司法权和终审权；党、政、军、经、财等事宜都自行管理；可以同外国签订商务、文化等协定，享有一定的外事权；有自己的军队，大陆不派军队也不派行政人员驻台。特别行政区政府和台湾各界的代表人士还可以出任国家政权机构的领导职务，参与全国事务的管理。 |

2000年2月1日，发表的第二份台湾问题白皮书全名《一个中国的原则与台湾问题》，重申“统一后台湾实行高度自治，中央政府不派军队和行政人员驻台”。
2001年10月29日，中共中央总书记江泽民在北京中南海会见中國統一聯盟访问团。11月1日，中國統一聯盟负责人在台北召开记者招待会。联盟成员陳福裕提及江泽民说过台湾和港澳不同，港澳被外国殖民政府占领，回归后，他们的军队要撤走，我们要派军队进驻，而台湾不同，台湾有自己的军队，大家都是中国人，台湾可以保留军队，我们不会派一个人到台湾，也不需要台湾交税，台湾还可以派人到大陆担任国家副主席。
2022年8月10日，发表的第三份台湾问题白皮书全名《台湾问题与新时代中国统一事业》，重申“和平统一、一国两制”是中国共产党和中华人民共和国政府解决台湾问题的基本方针，主张“和平统一后，台湾可以实行不同于祖国大陆的社会制度，依法实行高度自治，两种社会制度长期共存、共同发展。”“在确保国家主权、安全、发展利益的前提下，台湾可以作为特别行政区实行高度自治。”

### 2022年之后
2022年10月7日，英国《金融时报》记者Roala Khalfa发文，内容是对美国富商埃隆·马斯克进行的晚餐采访。马斯克表示围绕台湾的冲突是“不可避免的”。马斯克说“我的建议……是为台湾打造一个合理的特别行政区，这可能不会让每个人都高兴。事实上，我认为，他们有可能获得一个比香港更宽松的安排。”
10月8日，中华人民共和国外交部发言人毛宁在例行记者会上表示“台湾问题是中国的内政”，中华人民共和国政府“将继续坚持‘和平统一、一国两制’的基本方针，以最大诚意尽最大努力实现两岸和平统一”。中华人民共和国官媒中国中央电视台在新闻报道指责马斯克是发表不当言论，“妄议”台湾问题。。
10月9日（美東時間8日下午晚些时候），中华人民共和国驻美国大使秦刚在推特转发英国《金融时报》相关内容。附文中，秦刚除对埃隆·马斯克的感谢外，表示“和平统一和一国两制是我们解决台湾问题的基本原则，也是实现国家统一的最佳途径。”“在中国主权、安全和发展利益得到保障的情况下，统一后的台湾作为特别行政区将享有高度自治，发展空间广阔”，并表示这么做，“台湾人民的权益将得到充分保障，两岸共享民族复兴的荣耀。中国和平统一也有利于亚太地区乃至世界的和平与发展。”
10月9日，外交部例行记者会上，中央廣播電視總台央视记者提问：“昨天特斯拉公司创始人马斯克有关台湾的言论引发了广泛关注。发言人也介绍了中方立场。台湾“陆委会”称马斯克的言论不可接受。请问发言人有无进一步评论？”发言人毛宁回答：“昨天我介绍了中方在台湾问题上的原则立场。[……]我愿强调指出，“和平统一、一国两制”是我们解决台湾问题的基本方针，是实现国家统一的最佳方式。在确保国家主权、安全、发展利益的前提下，台湾可以作为特别行政区实行高度自治，台湾同胞的社会制度和生活方式等将得到充分尊重，台湾同胞的合法权益将得到充分保障。中国的统一，不会损害任何国家的正当利益，只会给各国带来更多发展机遇，给亚太地区和世界繁荣注入更多正能量。我们希望并乐意看到越来越多的人士理解和支持“和平统一、一国两制”。至于你提到的民进党当局有关言论根本不值一驳[……]”

## 与陆港澳的比较
- 1949年10月1日，中华人民共和国建国，中国共产党一党专政，主政至今。其治下的中华人民共和国为大一统、单一制国家体制。
- 汉族为主体的中部和东部地区，沿用设省的传统，设置省和直辖市。少数民族聚居地、西北和西南等边疆地区实行民族区域自治制度。民族自治区即是中华人民共和国法定的省级行政区之一。1957年4月，李维汉代表中共中央与宋宜山谈话时，提出“台湾可以作为中央政府统辖下的自治区”[10]。
- 中山大学港澳珠三角研究中心学者伍俐斌将中国学界对台湾特别区自治权的学说，分为授权性自治权说和分权性自治权说两类[29]：
  - 授权性自治权，中央的权力是固有的、本源的、无限的，地方权力是派生的，来源于中央授权，是有限的，“剩余权力”归属中央。
  - 分权性自治权，地方的权力是固有的、本源的、无限的，中央权力来自于地方权力的让渡，是有限的，“剩余权力”归属地方。
  - 中国学界对港澳和台湾特别行政区的自治权性质无定论。伍俐斌基于“一国两制”方针在香港的实践状况，认为香港的高度自治权属于授权性自治权。

|                       | 中国内地 · （ 中国大陆）                                       | | 香港特別行政區 | 澳門特別行政區 |  | 台湾特别行政区 |
| 政党                  | 中国共产党领导的多党合作和政治协商制度，中国共产党为唯一执政党 | 香港政党，多党制 | 澳門政黨，多党制 | 政党等“事宜自行管理”。 |  |                |
| 政府行政              | 单一制国家结构、中央集权 中华人民共和国国务院，即中央人民政府  | 香港特別行政區政府 选举委员会选举产生、国务院任命行政長官                                                                                    | 澳門特別行政區政府 选举委员会选举产生、国务院任命行政長官                                                                                    | 特别行政区政府有行政管理权。 |  |                |
| 法律体系              | 中華人民共和國法律基於社會主義法系（源於大陸法）               | 香港法律基於普通法 | 澳门法律基於大陸法 | 特别行政区有独立司法权。 |  |                |
| 立法机关              | 全國人民代表大會                                               | 全國人民代表大會 香港特别行政区立法會 | 全國人民代表大會 澳門特别行政区立法會 | 特别行政区有立法权。 |  |                |
| 司法機關              | 中华人民共和国最高人民法院                                     | 香港特别行政区終審法院 全国人大常委会拥有《香港基本法》的最终解释权                                                                          | 澳門特别行政区終審法院 全国人大常委会拥有《澳门基本法》的最终解释权                                                                          | 特别行政区有独立的终审权。 |  |                |
| 檢察機關              | 中华人民共和国最高人民检察院                                   | 香港特别行政区律政司 | 澳門特別行政區檢察院 | 特别行政区有独立的司法权。 |  |                |
| 軍事組織              | 中國人民解放軍 中国人民武装警察部队                            | 中國人民解放軍駐香港部隊 | 中國人民解放軍駐澳門部隊 | 特别行政区有“自己的军队”；2022年，第三份台湾问题白皮书并未承诺相关事宜。 |  |                |
| 情报机构              | 中华人民共和国国家安全部 公安部政治安全保卫局                  | 中央人民政府驻香港特别行政区维护国家安全公署 香港警務處國家安全處                                                                            | 澳门特别行政区维护国家安全委员会办公室 | 未进行特殊说明 |  |                |
| 财政                  | 中国内地统一财政 中央政府为财政赤字的地方政府提供财政转移支付  | 独立地方财政 | 独立地方财政 | 独立地方财政。自行管理。 最初在1958年，章士釗提及中华民国若倒向中华人民共和国，美援断绝的问题。毛泽东表示中华人民共和国全部供应:374。1963年，一纲四目明确中央政府财政补足台湾财政、经济建设的不足:121。 1981年时，叶剑英主张“台湾地方财政遇有困难时，可由中央政府酌情补助” |  |                |
| 经济、金融            | 中国内地统一经济、金融政策，统一法定货币——人民币               | 独立经济、金融政策 保留原有的独立货币港元、澳門元                                                                                            | 独立经济、金融政策 保留原有的独立货币港元、澳門元                                                                                            | 经济自行管理。 货币制度没有相关论述。除与港澳类似，保留新臺幣做为独立货币外，另有三种选择： 1. 废止新臺幣； 2. 新臺幣与人民币整合为新的全国性货币； 3. 新臺幣变更设计，接受中国人民银行管理。                                                                              |  |                |
| 中央事务 （制度安排） | 全国人民代表大会代表团由各省级行政区代表团组成                 | 香港回歸前，香港籍全国人大代表归入全国人民代表大会广东省代表团。香港回归后，香港特别行政区代表团有36名代表。                                 | 澳門回歸前，澳门籍全国人大代表归入全国人民代表大会广东省代表团。澳门回归后，澳门特别行政区代表团有12名代表。                                 | 1970年代开始设置全國人民代表大會台灣省代表團，有13名代表，并按人口比例保留相应名额。 |  |                |
| 中央事务 （人事安排） | 自2018年修宪之后，最高领导人的任期没有限制。                   | 董建華、何厚鏵、梁振英等港澳特别行政区行政长官退职后，担任全国政协副主席职位。                                                               | 董建華、何厚鏵、梁振英等港澳特别行政区行政长官退职后，担任全国政协副主席职位。                                                               | 特别行政区政府和台湾各界代表人士可以出任国家政权机构的领导职务，参与全国事务的管理。 2001年时，陳福裕转述江泽民的说法，“台湾可以派人到大陆担任国家副主席”。 |  |                |
| 中央派驻机构          | 不適用                                                         | 香港中联办（中共中央香港工委） | 澳门中联办（中共中央澳门工委） | 无派员；2022年，第三份台湾问题白皮书并未承诺相关事宜。 |  |                |
| 對外事務              | 全權                                                           | 設置外交部駐港特派員公署負責對外事務； 有限（對外交、防務、国家安全等国家行为無司法管轄權），主要以经济与文化为主。 参见：香港領事機構列表。 | 設置外交部駐澳特派員公署負責對外事務； 有限（對外交、防務、国家安全等国家行为無司法管轄權），主要以经济与文化为主。 参见：澳門領事機構列表。 | 可以同外国签订商务、文化等协定，享有一定的外事权。 经中央政府批准，外国可以在台湾设立领事机构或其他官方、半官方机构，国际组织和机构可以在台湾设立办事机构。 经中央政府批准，有关国际公约可以在台湾适用，有关国际会议可以在台湾举办。                                       |  |                |

### 中央驻军和派员的问题
香港、澳門回歸后，中央政府在两地均有驻军和派员。在香港派驻四大党政军機構，負責行政、外交、國防和國安執法事務。澳门情况类似。駐澳葡軍于1975年12月撤离后，澳门在回归前已二十多年没有军队驻防。回归后，中央政府以解放军驻澳门部队驻防。两地机构中，以香港中联办最为知名，而中聯辦在香港政治的角色多有争议。香港民主派一直反對中聯辦違反香港基本法第22條干預香港本地事務。
毛泽东曾论断“枪杆子里面出政权”。1956年3月，周恩来提及“蔣介石還在台灣，槍也在他手裡，他可以保住[台湾政权]:37。”1958年10月，毛泽东提出中华民国方面可保留军队:374。叶剑英（葉九條）、邓小平（邓六条）的台湾特别行政区构想沿用保留军队的设定。前两份台湾问题白皮书有“统一后台湾实行高度自治，中央政府不派军队和行政人员驻台”的明确承诺。这被外界认为是确保台湾高度自治的承诺。2022年公布的第三份台湾问题白皮书则没有提及。《美国之音》认为这预示着，中国共产党中央委员会总书记习近平“决定一旦统一台湾后将给予台湾更少的自治权”。此前在2019年，对习五条的讨论中，北京航空航天大学学者田飞龙表示，“很难设想两岸统一后，台湾还能享有外交和国防的权利”，维持邓小平的台湾保留军队、高度自治的承诺。按照单一制国家的政治原则，都要收归于北京的中央政府。

### 自治权
中国共产党和中华人民共和国领导人和官方文件描述的台湾特别行政区的行政地位和自治权，定位于地区政府和高度自治。中华人民共和国学者看法不一，一般认为将略高于香港、澳门特别行政区。有认为应实行给予台湾更大自治权的联邦模式:2，4。有认为已是邦联模式，两岸为平等主体。有认为，基于香港特别行政区政治的经验，不能单纯的提高台湾自治权。有认为，基于和平统一、武力统一的不同方式，台湾特别行政区自治程度有多种方案:19，21。中山大学港澳珠三角研究中心学者伍俐斌将关于台湾特别行政区自治权的学说，分为授权性自治权说和分权性自治权说两类:48。
1990年代，香港、澳门陆续回归。港澳模式的特别行政区正式落地。中华人民共和国学界对台湾特别行政区的展望，大都以港澳为原型:2。与香港特別行政區政府承接港英政府、澳門特別行政區政府承接澳葡政府类似，一般假定和平统一后台湾地区的新政府承接自中華民國政府:323。“只是认为未来台湾的自治程度或行政地位[比港澳]更高一此而已”。在此类观点被中华民国方面否定的情况下，中国人民大学国际关系学院学者王英津认为，为了满足中华民国方面的“平等诉求”、推动中国统一，可以按联邦主义定义中央与台湾特别行政区的关系。中央与台湾特别行政区之间，不是中央与地方的关系，“也不是联邦整体与成员单位意义上的中央与中央的关系，而是一种中央与‘准中央’的关系”。在立法上，台湾特别行政区的“基本法”由台湾人民制定，而非与香港、澳门基本法一样由全国人大代表会制定。在行政上，台湾特别行政区首长不必像香港、澳門特別行政區行政長官一样向中央政府述职:2，4—5。江汉大学政法学院副教授余元洲认为“无论两岸统一之后还是此前，在中华人民共和国宪法体制上都有必要”为中華民國總統“预留一个元首副职”，譬如《中华人民共和国宪法》直接授予或任命中華民國總統为中华人民共和国副主席:323。
海峡两岸关系法学研究会秘书长、清华大学法学院学者尹宝虎认为，按历代领导人的台湾行政区构想及一國兩制臺灣方案，“实现了主权、治权间更大程度的分离”，“这一模式没有邦联之名，却有超越邦联制之实。台湾在治权意义上的自主地位，既高于欧盟各个成员国，甚至某些地方也高于各个联合国成员国。”在台湾特别行政区保留独立军队、中央不驻军的情况下，两岸在“外交和国防”上的统一实质上只能是两个平等主体间的合作，任何涉及台湾的“国家外交”和“防务政策”都只能在台湾特别区同意之后形成。尹宝虎指，一國兩制臺灣方案是在形式上确实是把中華民國“吃掉”或者“矮化”了，但“台湾恰好可以利用这种形式，实质性参与大陆内部事务管理，以更多争取台湾利益。”台湾以形式上的“矮化”，换取“在两岸交往中争取更多实际利益，和对大陆内部事务的深度参与。”北京航空航天大学一國兩制法律研究中心执行主任田飞龙在2019年时表示，邓小平时代承诺台湾的“外交和国防的权利”，按政治原则（中华人民共和国为单一制国家体制），都要收归中央政府。
自香港回歸后，当地未能建立起对中华人民共和国的国家认同。2010年代之后，香港獨立運動兴起。2019年，香港爆发反對逃犯條例修訂草案運動。北京航空航天大学法学院副教授田飞龙认为，基于香港经验，“不能只看‘高度自治’的一面，单纯想象怎么样给台湾更高自治权，也应重视国家权力和利益的层面，特别是国家安全、國民教育和文化领导权层面，必须有预先的研究和政策设计，以及相关的心理建设。”正视一國兩制臺灣方案落地的“特别政治困难与文化困难”。中山大学港澳珠三角研究中心学者伍俐斌认为“分权性自治权学说对中央权力的制度设计过于僵化，可能导致中央对和平统一后的台湾只具有极有限权力，无法及时有效应对和处置可能出现的新事态”，当“授权性自治权”的香港“屡次陷入政治和社会乱局”，“每次幸亏有中央的及时干预，才能扭转乱局，拨乱反正”，说明“中央必须具有适当干预的权力”。
闽南师范大学教授朱磊指出统一台湾方式的不同，对台湾地区自治程度有影响。由两岸政府进行和平谈判，完成国家和平统一，需要中華民國政府的认可，一国两制台湾方案自治程度较高。通过非和平方式完成国家统一（武力统一台湾）后，给予台湾地区的待遇则“绝不能高于和平方式统一时的待遇。此外，后回归的[台湾]地区也不应比先回归的[港澳]地区有更高待遇。但出于历史原因和治理需要，中央赋予台湾当局的各项权力还是需要高于中国民族自治地区。”在实际行政中，“台湾当局的行政权、立法权、司法权和终审权，都只能是‘相对独立或自治’的安排”。中央政府需在统一后，派遣“赴台干部协助台湾进行社会治理”。而在中华人民共和国经济规模超越中华民国的背景下，可能“需要重新评估”何种社会制度治理台湾最利于“实现台湾稳定繁荣”:19，21。

## 各方观点

### 中华民国
中国共产党和中华人民共和国领导人在1980年代提出的台湾特别行政区及一國兩制臺灣方案构想，中華民國政府和民众从未认可。中國國民黨执政期间，中華民國政府一直主张两岸对等。1994年7月5日，行政院陸委會发表《两岸关系说明书》：“明确地说，一国两制之目的，是要中华民国向中共全面投降，要台湾地区人民在一定时间后放弃民主自由制度。因此，中共的这项主张，客观上并不可行，主观上我们也绝不接受。中华民国政府认为，就政治现实而言，中国目前暂时分裂为两个地区，分别存在着中华民国政府与中共政权两个本质上完全对等的政治实体。虽然双方所管辖的土地、人口与所推行的制度不同，但两者在互动过程中自应平等对待，并各自在其所管辖的区域内，享有排他的管辖权，任何一方并无法在对方地区内行使治权，也不应该将其意志假主权之名强加于另一方。”:1—2
对于葉九條提出的中央补贴台湾地方财政，《中央日報》孟蓉華的文章视为以「中央自居予以補貼」。中国共产党中央委员会总书记江泽民在1995年提出江八点时不再涉及，「顯示中共當局已經默認台灣地區的財政狀況絕對是優於大陸地區」:192。
李登辉开始执政的1990年代，中華民國政府逐步放弃追求中国统一，谋求主权实体的去中國化和台湾化。李登輝陆续提出“中華民國在台灣”、“特殊的國與國關係”等观点。2008年，馬英九在竞选中华民国总统时，提出“不統、不獨、不武”，不再坚持中国国民党的終極統一主张。此后，以中華民國的主权国家身份维持兩岸分治的现状，成为台湾社会的最大共识。2019年，时任中華民國總統蔡英文回应习五条时，说「臺灣絕不會接受『一國兩制』，絕大多數臺灣民意也堅決反對『一國兩制』，而這也是『臺灣共識』」。2022年8月，中華民國大陸委員會对第三份台湾问题白皮书的回应新闻稿中，指白皮书谈论所谓统一后的发展前景，是对侵犯中华民国主权的粗暴行径推诿其过。
2022年10月7日，世界首富埃隆·马斯克在采访中，给出设立台湾特别行政区，以避免台海冲突的提议，引起中华民国朝野和网络舆论的不满意。中央社在10月8日报道，陸委會透过书面表示，“马斯克单纯以企业投资利益考量，提出将一个民主國家变成另一个专制国家的特别行政区建议，台湾或任何国家人民都不会接受。”“中华民国台湾在区域民主政治及全球科技经济占据关键位置，不是任何商业交易或收购下的产物，也早已拒绝中共的任何制度性安排”。立法院副院長、民主進步黨籍台中市長參選人蔡其昌接受媒體訪問說“要把中華民國、台灣的主權消滅，台灣人不能接受”。只要確保中華民國、台灣的主權存在，台灣的民主、自由、法治存在，兩岸很多事情都可以坐下來好好談。8日晚间，执政党民主進步黨发言人黄彩玲接受媒体访问，拒绝马斯克的建议，说“台湾坚守主权与民主不会退缩，台湾人民也无法接受。”
针对马斯克言论，中國國民黨籍新北市长侯友宜在10月8日上午接受媒体采访时表示，捍卫中华民国、守护台澎金马这块土地，所有人的决心与意志永不动摇，大家一起团结面对。中國國民黨籍台北市長參選人蔣萬安在被媒体问及这一问题时表示，中華民國是主權獨立的國家，「我愛中華民國、我愛台灣」。民主進步黨籍立法委员趙天麟在脸书贴文提议，“若马斯克的论述不改，就无限期抵制特斯拉”。駐美國臺北經濟文化代表處代表（中華民國駐美國大使）蕭美琴在推特表示“台湾卖很多产品，但我们的自由民主是非卖品。任何关于台湾未来的持久提案都必须和平决定，不受胁迫，并尊重台湾人民的民主意愿。”

### 中华人民共和国
2010年代以来，随着习近平强调“中华民族伟大复兴”的观点，中国大陆民间舆论对解决臺灣問題的方式，由支持中华人民共和国政府主张的和平统一、一国两制，转向武力统一。最为激进的观点，“即使把台湾打成一片焦土也要收复台湾、留土不留人”。基于“武力统一”的前提，统一台湾的相关讨论中，台湾地区新的行政区设定默认为“一国一制”下的“台湾省”。但對台灣特別行政區有關象徵不反感者，也所在多有，甚至由一些學者做電話民調顯示，有約22%同意兩岸維持各自政治體制就好。
2022年8月，中华人民共和国政府发表第三份《台湾问题白皮书》。或认为白皮书提及台湾特别行政区，是将中华民国政府对台湾未来前途的选择，由「獨、統、維持現狀」「進一步轉移限縮到『一國兩制』或『一國一制』」。

## 备注
1. 1 2 3  中华人民共和国方面称釣魚臺为钓鱼岛[19]，属台湾省宜蘭縣。在2020年代，受中华人民共和国和日本双重控制。除釣魚臺外，在中华人民共和国现行政区划体系中，金馬地區的金马乌分属福建省泉州市、福州市、莆田市，東沙群島（東沙島）属广东省汕尾市，太平島（中洲礁）属海南省三沙市。
2. 1 2  叶剑英（葉九條）的“全国性政治机构”所指不详。邓小平（邓六条）使用中央政府。中华人民共和国政治体系中，中国共产党通过领导国务院等政府机关掌握行政权，最高决策领导权由中国共产党中央委员会（中共中央政治局）掌握。
3. ↑  中华人民共和国司法终审权在中华人民共和国最高人民法院。
4. 1 2  2022年10月7日，《金融时报》采访原文：“My recommendation . . . would be to figure out a special administrative zone for Taiwan that is reasonably palatable, probably won’t make everyone happy. And it’s possible, and I think probably, in fact, that they could have an arrangement that’s more lenient than Hong Kong.”[25]
5. ↑  朱磊原文[34]:21：“如果通过和平方式统一台湾，‘一国两制’台湾方案也必然根据台湾当局的配合程度[……]”此处“台湾当局”即是涉台用语中指代的中華民國政府。